# Niehl
Niehl település Németországban, Rajna-vidék-Pfalz tartományban. Lakosainak száma 73 fő (2023. december 31.).

## Népesség
A település népességének változása:
| Lakosok száma | 67   | 72   | 76   | 70   | 71   | 73   |
|               | 1975 | 2017 | 2019 | 2021 | 2022 | 2023 |